# Zeni Geva
Zeni Geva est un groupe de rock et de heavy metal japonais, originaire de Tōkyō. Il est dirigé par le guitariste et chanteur Kazuyuki K. Null. Le style musical de Zeni Geva est éclectique et inclut des éléments de heavy metal, de hardcore, de musique industrielle, de noise rock et d'avant-garde. Zeni Geva est également le titre d'une bande dessinée.

## Biographie
Le groupe est formé en 1987 à Tōkyō. Le nom du groupe, Zeni Geva, provient de Zeni, un ancien terme japonais qui signifie « monnaie », et Geva de l'allemand gewalt (« violence »). Le chanteur, guitariste, et programmeur K.K. Null (Kazuyuki Kishino) forme le groupe en faisant appel au guitariste Fumiyoshi Suzuki et au batteur Ikuo Taketani. Ensemble, ils enregistrent leur premier album studio, How to Kill, produit par Steve Albini, et publié en 1992 au label NUX Organization de Null. En 1993, ils signent au label Alternative Tentacles et enregistrent leur deuxième album, Desire for Agony, en septembre 1993,. Cette même année sort l'album All Right, You Little Bastards! chez Nipp Guitar.
Entre 1994 et 1996, le groupe fait plusieurs tournées en Europe, aux États-Unis, au Japon, en Nouvelle-Zélande, et en Australie. Entretemps, ils publient l'album live Live in Amerika en août 1995, qui documente leur tournée effectuée entre le 8 août et le 27 août 1992. Noro décide de quitter le groupe en 1996. Zeni Geva tourne alors régulièrement aux côtés du batteur américain Blake Fleming, mais les enregistrements en studio stagnent et Null se consacre à plusieurs projets solo et collaboratifs. Zeni Geva gagne une certaine popularité aux États-Unis et y effectue quelques tournées avec des groupes tels que Pain Teens, Melvins, Crash Worship, Ed Hall et Shellac.
Finalement, ils publient 10,000 Light Years avec Null, Tabata, et le batteur Masataka Fujikake, en 2001 au label Neurot Recordings. L'album est de nature très expérimentale et reflète clairement les derniers exploits sonores avant-gardistes de Null,. Null retourne à ses projets par la suite. Le groupe ne revient actif qu'à partir de 2009, lorsque le batteur Yoshida rejoint Null et Tabata pour une tournée Alive and Rising en 2010. Le groupe ne donne plus signe de vie, mais n'annonce pas pour autant sa séparation.

## Membres

### Membres actuels
- Kazuyuki K. Null - guitare, chant
- Mitsuru Tabata - guitare
- Masataka Fujikake - batterie

### Anciens membres
- Eito Noro
- Tatsuya Yoshida

## Discographie
- 1987 : How to Kill
- 1988 : Vast Impotenz
- 1990 : Maximum Money Monster (réédité en 2007, avec un bonus live à Antiknock, Tokyo, Japon)
- 1991 : Total Castration (produit par Steve Albini)
- 1991 : Bloodsex / Sweetheart / Honowo (7")
- 1992 : Live in Amerika (album live)
- 1993 : Disgraceland
- 1993 : Desire for Agony
- 1993 : Nai-Ha (produit par Steve Albini)
- 1993 : All Right You Little Bastards (avec Steve Albini)
- 1993 : Disgraceland / Autobody (7")
- 1994 : Trance Europe Experience (album live)
- 1995 : Freedom Bondage (produit par Steve Albini)
- 1995 : Implosion (7" CD single)
- 1996 : Total Castration
- 2001 : 10000 Light Years (produit par Steve Albini)
- 2004 : Last Nanosecond - Live in Geneva 2002